# Гумениса
Гуме́ниса (греч. Γουμένισσα) — малый город в Греции. Находится на высоте 250 метров над уровнем моря, в 346 километрах к северо-западу от Афин и в 54 километрах к северо-западу от Салоник. Исторический центр общины (дима) Пеонии в периферийной единице Килкисе в периферии Центральной Македонии. Население 3609 жителей по переписи 2011 года. Площадь сообщества 30,139 квадратного километра.
С 1991 года Гумениса — центр новообразованной епархии Элладской православной церкви — Гуменисской, Аксиупольской и Поликастрской митрополии.
Город известен монастырём Богоматери Гумениссы, основанным в XIV веке. Слово греч. γούμένισσα буквально означает игуменья. Главной святыней монастыря является чудотворная икона Богоматери Гумениссы, по преданию её чудесное обретение произошло на месте, где расположен монастырь.

## История
Гумениса расположена в 20 километрах к северу от Пеллы, столицы Древней Македонии. Ещё Гомер упоминал о Пеонии, о здешней местности на севере около реки Аксиос, которая времена царствования царя Филиппа была присоединена к Македонскому царству. 
Город расположен в историко-географической области Македонии, которая была освобождена греческой армией в Балканские войны и по Бухарестскому договору 1913 года была закреплена в составе Греции. До 1926 года назывался Гумендже или Гуменица (греч. Γουμένιτσα). В 40-х годах XIX века русский славист Виктор Григорович отметил, что население деревня Игуменчо преимущественно болгарское. В 1900 году здесь проживало 3150 болгар. Город не оказался в стороне от Илинденского восстания 1903 года, и борьбы за Македонию 1904—1908 гг. В 1905 году по данным секретаря Болгарской екзархии Димитра Мишева, здесь было 2560 болгар — прихожан церкви Болгарской екзархии, а 2440 болгар оставались прихожанами Константинопольской (именуемые болгарами как грекомане), в городе были греческая и болгарская школы.
После завершения Второй Балканской войны, с 1913 года болгары из города переселялись на территорию современных Северной Македонии и Болгарии, а греки оттуда переселялись в Гуменицу.

## Климат
| Месяц                                                 | январь | февраль | март | апрель | май | июнь | июль | август | сентябрь | октябрь | ноябрь | декабрь |
| max. температура, [°C]                                | 9      | 10      | 13   | 18     | 23  | 28   | 31   | 30     | 26       | 21      | 14     | 10      |
| min. температура, [°C]                                | 1      | 2       | 5    | 7      | 12  | 16   | 18   | 18     | 15       | 11      | 6      | 2       |
| осадки (мм)                                           | 40     | 38      | 43   | 35     | 43  | 30   | 22   | 20     | 27       | 45      | 58     | 50      |
| абсолютные максимумы зафиксированных температур, [°C] | 20     | 22      | 25   | 31     | 36  | 39   | 42   | 39     | 36       | 32      | 27     | 26      |

## Население
| Год  | Население, человек |
| ---- | ------------------ |
| 1991 | 4100               |
| 2001 | 4030               |
| 2011 | ↘ 3609             |

- Монастырь Богоматери Гумениссы[греч.]
- Центр Гуменисы
- Вид на город